# تکنولوژی معماری

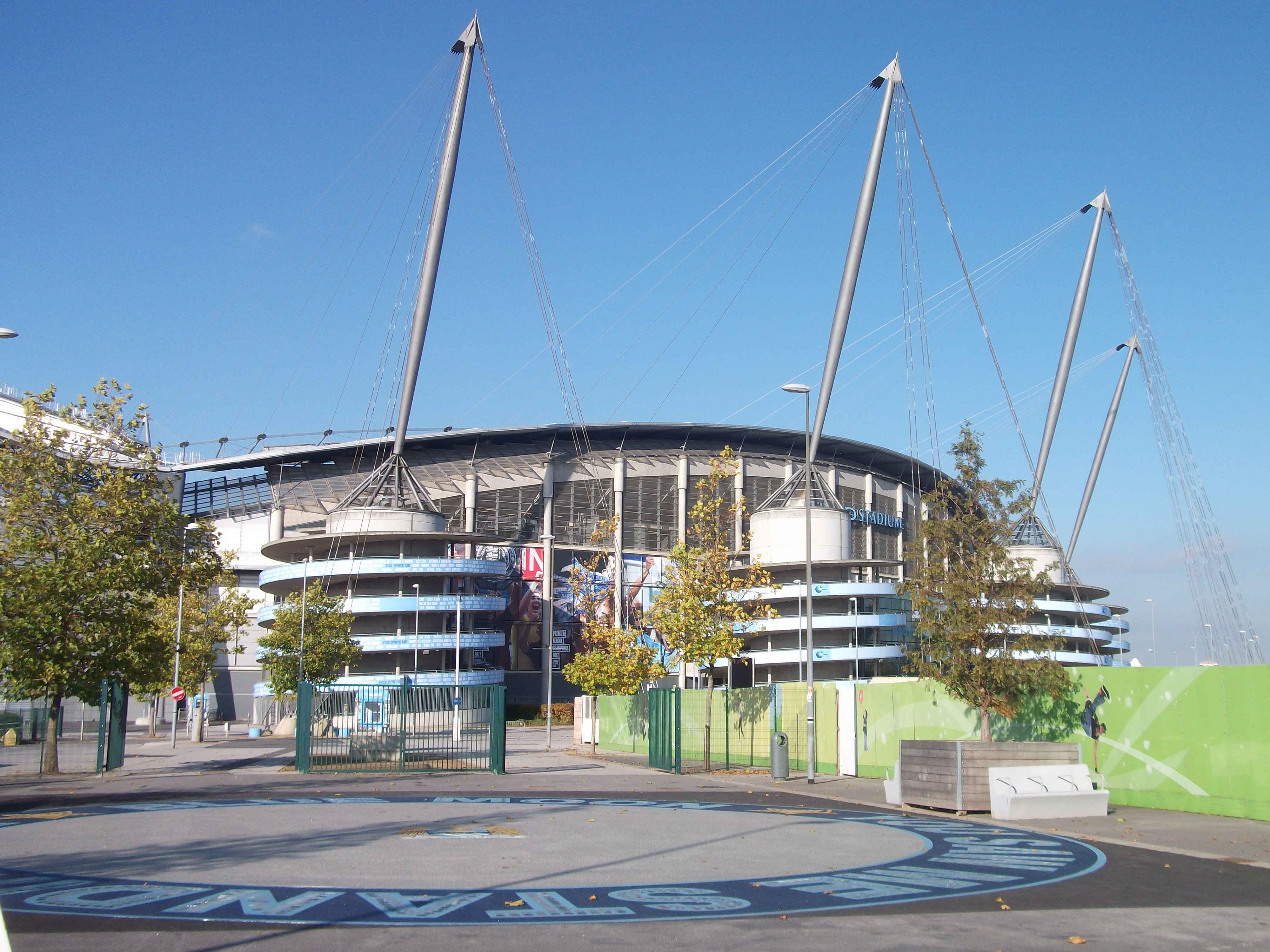
ورزشگاه شهر منچستر

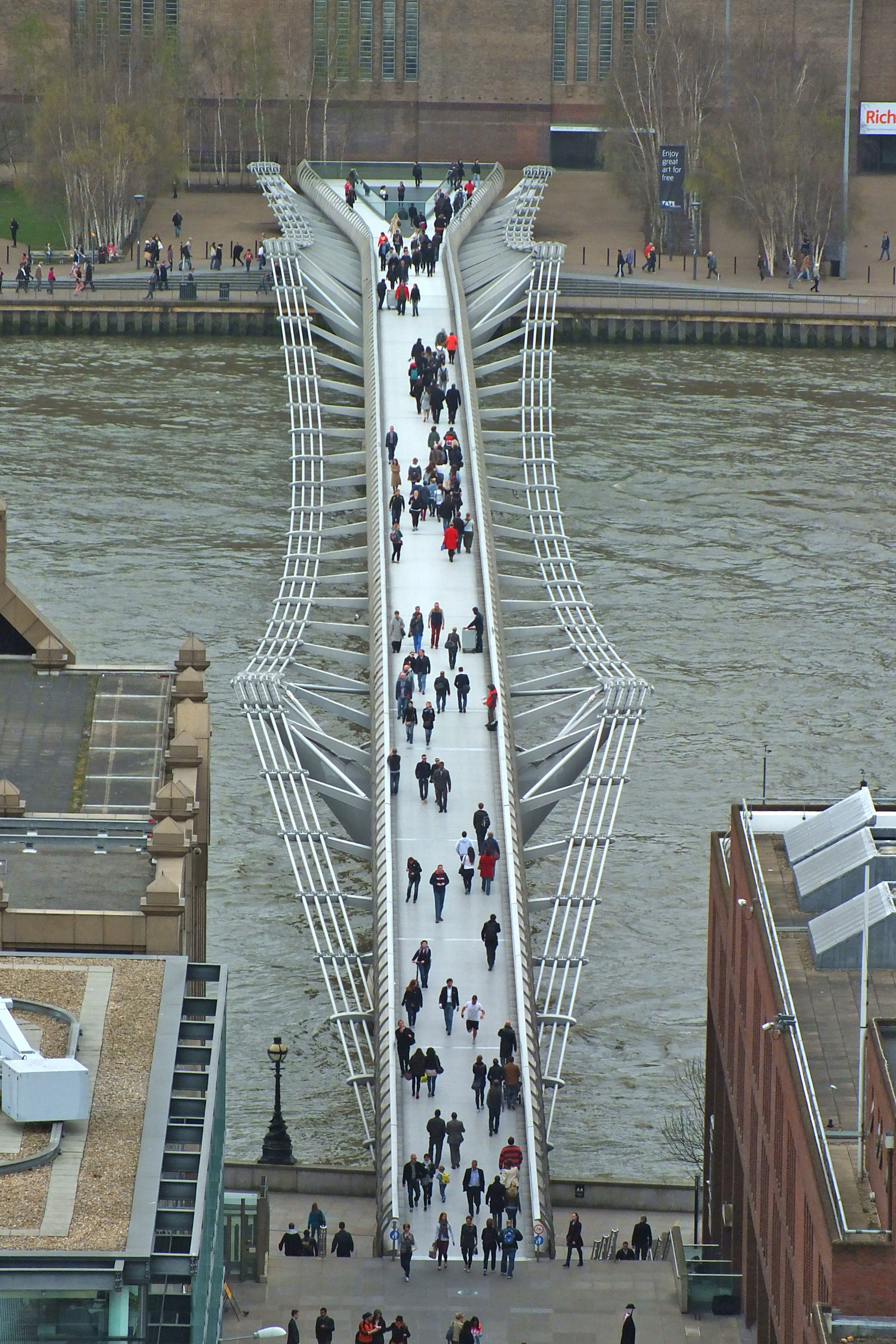
پل میلنیوم، لندن

فناوری معماری یا فناوری ساختمان، استفاده از فناوری در طراحی ساختمان‌ها است. این فناوری جزئی از معماری و مهندسی ساختمان است و گاهی اوقات به عنوان یک مجموعه متمایز یا زیرمجموعه‌ای از معماری در نظر گرفته می‌شود. مواد و فناوری‌های جدید باعث به وجود آمدن چالش‌های طراحی و روش‌های ساخت‌و‌ساز جدید در طول سیر تکاملی ساختمان‌سازی شدند؛ به ویژه از زمان ظهور صنعتی شدن در قرن نوزدهم. تکنولوژی معماری، با عناصر مختلف یک ساختمان و تعاملات آن در ارتباط است و با پیشرفت تکنولوژی ساختمان‌سازی نسبت نزدیکی دارد.
فناوری معماری می‌تواند به عنوان «طراحی فنی و خبرگی به‌کار رفته در استفاده فناوری‌های ساخت‌و‌ساز، در روند طراحی ساختمان» خلاصه شود. یا به عنوان «توانایی تجزیه و تحلیل، ترکیب و ارزیابی عوامل طراحی ساختمان به منظور تولید راه حل‌های کارآمد و مؤثر طراحی فنی با رعایت ضوابط اجرا، تولید و تهیه».

## تاریخچه
بسیاری از متخصصان و حرفه‌ای‌ها، نظریه‌های ویتروویوس را به عنوان پایه‌های فناوری معماری در نظر می‌گیرند. نظریات ویتروویوس سعی در طبقه‌بندی انواع ساختمان‌ها، سبک‌ها، مواد و روش‌های ساختمانی دارد و در به وجود آمدن بسیاری از رشته‌ها نظیر مهندسی عمران، مهندسی سازه، فناوری معماری و سایر شیوه‌ها مؤثر بوده‌است که در حال حاضر و از قرن نوزدهم یک چارچوب مفهومی برای طراحی معماری ایجاد کرده‌است.
استیون اممیت در تحقیقات منتشر شده‌اش توضیح می‌دهد که در جامعه مدرن ما رابطه بین فناوری ساختمان و طراحی را می‌توان در عصر روشنگری و انقلاب صنعتی، زمانی که پیشرفت فناوری و علم به عنوان راه پیش رو شناخته شد، ردیابی کرد... هم‌زمان با پیشرفت تکنولوژی‌ها از نظر تعداد و پیچیدگی، حرفه ساختمان‌سازی شروع به تکه شدن کرد.

## تمرین فناوری معماری
فناوری معماری یک رشته‌است که معماری، علم و مهندسی ساختمان را در بر می‌گیرد. معماران، تکنسین‌های معماری، مهندسان سازه، مهندسین معماری / ساختمان و دیگرانی که طراحی را توسعه می‌دهند و مفهوم را به یک واقعیت قابل ساخت تبدیل می‌کنند آن را بکار می‌گیرند. تولیدکنندگان متخصصی که محصولات را توسعه می‌دهند و کار ساخت ساختمان‌ها را انجام می‌دادند، نیز در این زمینه دخیل هستند.
کارگردان پل Nuttall در ARUP نقش مهندس ساختمان را با نقش معمار فنی و معماران مقایسه می‌کند. بکارگیری فناوری معماری نمی‌تواند تنها محدود به خود تکنولوژی باشد؛ این امر همچنین به فضا، ساختمان، نور، و محیط زیست بکار رفته و ایجاد شده توسط طراحی مربوط می‌شود. متخصصان مسئول طراحی فنی، مهندسین متخصص را به سمت تهیه بهترین راه حل‌های فنی و مهندسی برای پروژه رهنمون می‌شوند.
در عمل، تکنولوژی معماری توسط طراحی نقشه‌ها و برنامه‌های معماری توسعه یافته، درک شده و در یک ساختمان ادغام می‌شود. فناوری رایانه در حال حاضر در تمام ساختمان‌ها حتی ساده‌ترین آنها استفاده می‌شود: در قرن بیستم استفاده از طراحی کامپیوتری (CAD) به جریان اصلی تبدیل شد، به اینصورت که امکان به اشتراک گذاشتن نقشه‌های بسیار دقیق را به صورت الکترونیکی فراهم می‌کند، به طوری که برای مثال پلان‌های معماری به عنوان طرح پایه‌ای برای طراحی تأسیسات الکتریکی و کنترل هوا می‌تواند استفاده شود. همان‌طور که طراحی توسعه یافته‌است، این اطلاعات می‌توان با تمام تیم طراحی به اشتراک گذاشت. این فرایند در حال حاضر به یک جمع‌بندی منطقی با استفاده گسترده از مدل‌سازی اطلاعات ساختمان (BIM) رسیده‌است، که از یک مدل سه بعدی ساختمان استفاده می‌کند، که توسط داده‌های تمامی رشته‌ها برای ساخت یک طراحی یکپارچه، ایجاد شده‌است.
داده‌های تکنولوژی معماری با هر دو محدودیت‌های عملی، و مقررات ساختمان، و همچنین استانداردهای مربوط به ایمنی، عملکرد محیطی، مقاومت آتش، و غیره تأمین می‌شود.

## مصالح ساختمانی
تا قرن بیستم، مواد مورد استفاده برای ساخت، به آجر، سنگ، چوب و فولاد محدود می‌شدند تا سازه را شکل دهند، تخته سنگ و کاشی برای پوشش‌های سقف، سرب و بعضی اوقات مس برای ریزه کاری‌های ضدآب کردن و جلوه‌های تزئینی سقف. رومی‌ها از بتن استفاده می‌کردند، اما تا زمان اختراع بتن مسلح در سال ۱۸۴۹ به عنوان مصالح ساختمانی عملاً ناشناخته بود. ساخت و ساز مدرن بسیار پیچیده‌تر است با دیوارها، کف‌ها و سقف‌هایی که از اجزای بسیاری ساخته شده‌اند تا سازه، عایق و ضدآب را اغلب به عنوان لایه‌های جداگانه یا عناصر جدا شامل شوند.